# Kim Hyang-min
Kim Hyang-min,  (김향민?, Kim Hyang-min) (Jinju, 29 dicembre 1978), è un fumettista sudcoreano. Entrato nel mondo dei manga nel 2002, ha debuttato nel 2007 come scrittore di racconti manga come March Story, pubblicato su Sunday GX.

## Opere
- March Story, storia (2008-2013)
- Child of the Sheath, storia (2020-in corso)